# Candinho (compositor)
José Cândido de Mello Mattos Sobrinho, mais conhecido como Candinho (Lambari, 8 de fevereiro de 1934 — Rio de Janeiro, 4 de setembro de 2017) foi um compositor, violonista e advogado brasileiro.

## Biografia
Sua carreira profissional teve início em 1955, como violonista no musical Gente Bem e Campanhota, no teatro Follies, no Rio de Janeiro, com Sylvinha Telles, com quem se casou no ano seguinte. Ainda em 1956 o casal apresentou o programa Música e Romance na TV Rio, recebendo convidados, como Dolores Duran e Tom Jobim. Sua primeira gravação foi um disco 78 rpm lançado por Sylvinha, com as músicas Amendoim Torradinho e Desejo. Com o sucesso do disco, Candinho foi contratado pela rádio Mayrink Veiga, onde se apresentava com seu grupo Trio Penumbra, formado com Luiz Eça e Jambeiro. Depois, seguiu a carreira solo, com apresentações em clubes, teatros e programas de rádio e TV. Candinho e Sylvinha separaram-se poucos anos depois e do casamento nasceu uma única filha, Claudia, que se tornaria também cantora. Candinho bacharelou-se em Direito em 1959, abandonando a carreira de músico profissional, mas ainda continuando a compor. Participou de duas edições do Festival Internacional da Canção com composições em parceria com Lula Freire. Trabalhou também como assistente jurídico da União, no Ministério da Agricultura.

## Discografia
- ”Mergulhador”
- ”A viagem”